# 사랑의 종말 (영화)
사랑의 종말(The End of the Affair)은 영국과 미국에서 제작된 에드워드 드미트릭 감독의 1955년 드라마 영화이다. 데버러 카, 밴 존슨 등이 주연으로 출연하였고 데이비드 루이스 등이 제작에 참여하였다. 1955년 칸 영화제 경쟁 부문에 진출했다.

## 줄거리
제2차 세계 대전 중의 런던. 작가 모리스 벤드릭스는 이웃의 유부녀 새라와 사랑에 빠져있다. 아파트가 V-1 비행폭탄에 폭격 당해 모리스는 부상을 당한다.
새라는 정성껏 모리스를 간호한다. 그러나 이후 새라는 갑자기 냉담해져 그와의 관계를 끝낸다. 모리스는 새라를 증오하게 된다.
종전 후 모리스는 사립탐정이 입수한 새라의 일기장을 통해 독실한 가톨릭 신자인 새라가 모리스를 살려주면 모리스를 평생 포기하겠다고 신에게 기도했다는 사실을 알게 된다.

## 출연

### 주연
- 데버러 카 - 새라 마일스 역
- 밴 존슨 - 모리스 벤드릭스 역
- 존 밀스 - 앨버트 파키스 역

### 조연
- 피터 쿠싱 - 헨리 마일스 역